# Rio Tuira
O rio Tuira é um rio do Panamá que nasce em Altos de Quía e desemboca no Golfo de San Miguel. Com 230 km de comprimento, é o segundo maior rio do país, superado apenas pelo rio Chucunaque.